# Tetrapyrgos goniospora
Tetrapyrgos goniospora är en svampart som först beskrevs av D.A. Reid, och fick sitt nu gällande namn av E. Horak 1987. Tetrapyrgos goniospora ingår i släktet Tetrapyrgos och familjen Marasmiaceae.   Inga underarter finns listade i Catalogue of Life.